# Khalid Islambuli
Khalid Islambuli (tudi Khalid al-Islambuli, Haled Islambuli, Khaled Islambouli), egiptovski častnik in atentator, * 1958, Al-Miny, Egipt, † 15. april 1982, Egipt.

## Življenjepis
Khalid Islambuli se je rodil v premožno družino, ki se je ukvarjala s poljedelstvom. Po končanem osnovnem izobraževanju se je vpisal na egiptovsko vojaško akademijo, kjer je pridobil čin poročnika artilerijskih enot.
Po aretaciji njegovega brata, vodje islamistične opozicije, se je priključil radikalni Skupini islamskega džihada. Tu je začel načrtovati protidržavne akcije.
Priložnost se mu je ponudila na vojaški paradi ob obletnici začetka vojne leta 1973 proti Izraelu. Z napadom je hotel razveljaviti egiptovsko-izraelsko mirovno pogodbo, ki jo je podpisal egiptovski predsednik Anvar Sadat in hkrati začeti islamistično reformo države. Tako je Islambuli dne 6. oktobra 1981 s skupino somišljenikov izvedel atentat na Sadata in ga ubil.
Neposredno po napadu je bil aretiran. Po javnem sojenju je bil usmrčen 15. aprila 1982.